# Michel Waldschmidt
Pour les articles homonymes, voir Waldschmidt.
Michel Waldschmidt, né le 17 juin 1946 à Nancy, est un mathématicien français, spécialiste en théorie des nombres, en particulier des nombres transcendants.

## Biographie
Waldschmidt a fait ses études au lycée Henri-Poincaré, puis à l'université de Nancy jusqu'en 1968. En 1972 il a soutenu sa thèse, intitulée Indépendance algébrique de nombres transcendants et dirigée par Jean Fresnel (de), à l'université de Bordeaux, où il était attaché de recherche du CNRS en 1971-72. Il a été ensuite chargé d'enseignement à Orsay en 1972-73, puis maître de conférences à l'université Paris-VI (Pierre et Marie Curie), où il est professeur depuis 1973. Waldschmidt a été en outre professeur invité, entre autres à l'École normale supérieure. Il est membre de l'Institut de mathématiques de Jussieu.
Michel Waldschmidt est un expert international en théorie des nombres transcendants et des approximations diophantiennes.
Il a reçu la médaille Albert Châtelet en 1974, la médaille d'argent du CNRS en 1978, le prix Marquet[Qui ?] de l'Académie des sciences en 1980 et la récompense spéciale de la Société Hardy-Ramanujan en 1986.
De 2001 à 2004 il a été président de la Société mathématique de France. Il est membre de plusieurs sociétés mathématiques, dont la SME, l'AMS et la Ramanujan Mathematical Society.
Il s'investit en faveur des programmes d'échanges de chercheurs et d'étudiants et a été, de 2005 à 2009, vice-président du CIMPA (Centre international de mathématiques pures et appliquées), association créée à Nice pour promouvoir la coopération internationale. Il participe à la coordination de la coopération en mathématiques de la France avec de nombreux pays, notamment en Inde et au Proche-Orient.
Michel Waldschmidt est lauréat du prix Bertrand Russell 2021 de l'AMS.

## Sélection de publications
- Diophantine approximation on linear algebraic groups. Springer, 2000  (ISBN 978-3-540-66785-8)
- Nombres transcendants, Lecture Notes in Mathematics, vol. 402, 1974, Springer  (ISBN 978-3-540-06874-7)
- Nombres transcendants et groupes algébriques, Astérisque, vol. 69/70, 1979, 2e tirage 1987
- Transcendence Methods, Queens Papers in Pure and Applied Mathematics, 1979
- Avec J.-M. Luck, P. Moussa, C. Itzykson  (éds.), From Number Theory to Physics [détail des éditions] issu de Number Theory and Physics, actes du colloque de mars 1989 des Houches